# Nathan Smith (biathlon)
Pour les articles homonymes, voir Nathan Smith (homonymie) et Smith.
Nathan Smith, né le 25 décembre 1985 à Calgary, est un biathlète canadien, vice-champion du monde de sprint en 2015.

## Biographie
Commençant le ski de fond à l'âge de dix ans au Foothills Nordic Ski Club, il fait ses premiers pas internationaux en 2002. Il a remporté la médaille de bronze en relais lors des Championnats du monde junior en 2005.
Il prend part à la Coupe du monde à partir de 2007, marquant ses premiers points en 2011 à Fort Kent (38e). Entre-temps, en 2008, il reçoit sa première sélection pour des Championnats du monde à Östersund. En 2012, il devient vainqueur dans l'IBU Cup dans son pays au sprint de Canmore.
Il fait son incursion parmi les dix premiers dans la Coupe du monde à deux reprises durant la saison 2013-2014 à Annecy et Kontiolahti.
Lors des Jeux olympiques de Sotchi 2014, il obtient comme meilleur résultat individuel une onzième place sur la poursuite. En mars 2015, il monte sur son premier podium international en obtenant la médaille d'argent sur le sprint des Championnats du monde à Kontiolahti, devenant le premier canadien sur le podium en mondial. Il décroche ensuite sa première victoire en Coupe du monde une semaine plus tard sur l'épreuve de poursuite à Khanty-Mansiysk, soit le deuxième vainqueur canadien à ce niveau après Jean-Philippe Leguellec en 2012. Il finit seizième du classement général de la Coupe du monde cet hiver, soit le meilleur bilan de sa carrière.
Aux Championnats du monde 2016, il fait partie de la première équipe canadienne médaillée au niveau mondial avec le bronze (avec Christian Gow, Scott Gow et Brendan Green). Il y est aussi quinzième de la poursuite, remontant de la 46e après le sprint.
Lors de la saison 2016-2017, il est malade une grande partie de l'hiver à cause d'une infection virale.
Il participe aux Jeux olympiques d'hiver de 2018 également, où son meilleur résultat individuel est seulement 44e au sprint.
En décembre 2018, il dispute la dernière course de sa carrière internationale à Hochfilzen.

## Palmarès

### Jeux olympiques
| Épreuve / Édition                | Individuel | Sprint | Poursuite | Départ en masse | Relais | Relais mixte |
| Jeux olympiques 2014 Sotchi      | 25e        | 13e    | 11e       | abandon         | 7e     | -            |
| Jeux olympiques 2018 Pyeongchang | 81e        | 44e    | 54e       | -               |        |              |

### Championnats du monde
| Épreuve / Édition             | Individuel | Sprint                   | Poursuite | Mass start | Relais                    | Relais mixte |
| Mondiaux 2008 Östersund       | 81e        | 92e                      | —         | —          | 21e                       | —            |
| Mondiaux 2011 Khanty-Mansiïsk | 85e        | 67e                      | —         | —          | 11e                       | —            |
| Mondiaux 2012 Ruhpolding      | 61e        | 45e                      | 43e       | —          | 13e                       | 18e          |
| Mondiaux 2013 Nové Město      | 63e        | 73e                      | —         | —          | 8e                        | —            |
| Mondiaux 2015 Kontiolahti     | 44e        | Médaille d'argent, monde | 13e       | 23e        | 19e                       | 12e          |
| Mondiaux 2016 Holmenkollen    | 42e        | 46e                      | 15e       |            | Médaille de bronze, monde | 11e          |

Légende :
- — : Non disputée par Smith

### Coupe du monde
- Meilleur classement général : 16e en 2015.
- 3 podiums :
  - 2 podiums individuels : 1 victoire et 1 deuxième place[3].
  - 1 podium en relais : 1 troisième place.

#### Classements annuels
| Année     | Classement général final | Sprint | Poursuite | Individuel | Mass start |
| 2010-2011 | 104e                     | -      | 84e       | -          | -          |
| 2011-2012 | 103e                     | -      | 90e       | -          | -          |
| 2013-2014 | 31e                      | 31e    | 23e       | 30e        | -          |
| 2014-2015 | 16e                      | 13e    | 10e       | 33e        | 19e        |
| 2015-2016 | 28e                      | 29e    | 21e       | 54e        | 21e        |
| 2017-2018 | 57e                      | 50e    | 65e       | 55e        | -          |

#### Détail des victoires
| Édition / Épreuve | Sprint | Poursuite       | Individuel | Mass start | Total |
| 2014-2015         |        | Khanty-Mansiïsk |            |            | 1     |
| Total             | 0      | 1               | 0          | 0          | 1     |

### Championnats du monde junior
- Médaille de bronze du relais en 2005.

### IBU Cup
- 5 podiums, dont 3 victoires.